# Хадим Сюлейман паша
 Тази статия е за османския велик везир.  За бейлербея на Румелия вижте Хадим Сюлейман паша (бейлербей).  
Хадим Сюлейман паша (на османски турски: خادم سلیمان پاشا, на турски: Hadım Süleyman Paşa) е велик везир на Османската империя от 1541 до 1544 г.
По силата на девширме попада в Топкапъ сарай, където учи в Ендерун. Предполага се, че е от унгарски произход. Останал в историята като везир-евнух (на турски: Hadım).